# Distrito de Fulda
El Distrito de Fulda (en alemán: Landkreis Fulda) es un distrito rural (Landkreis) en la región administrativa de Kassel (Regierungsbezirk Kassel) del estado de Hesse (Hessen), en la República Federal de Alemania. 
Limita (empezando por el norte y siguiendo las agujas del reloj) con los siguientes distritos: Hersfeld-Rotemburg (en Hesse), Wartburg y Schmalkalden-Meiningen (en Turingia), Rhön-Grabfeld y Bad Kissingen (en Baviera) así como el distrito de Meno-Kinzig y el de Volgelsberg (de nuevo en Hesse). La capital del distrito recae sobre la ciudad de Fulda.

## Geografía
El distrito de Fulda está situado en la región geográfica del macizo del Rhön (950 m, la montaña más elevada del estado de Hesse) y las montañas Vogelsberg, separadas por el río Fulda que es el río principal del distrito.

## Historia
El distrito de Fulda se creó en 1821, cuando el Gran Ducado de Fulda (Großherzogtum Fulda, restos del principado de la Abadía de Fulda después de la Mediatización y Secularización del final del Sacro Imperio Romano Germánico y de las Guerras Napoleónicas) se convirtió en una provincia del Principado Electoral de Hesse-Kassel (Kurfürstentum Hessen) y fue dividida en cuatro distritos. En 1866, después de la guerra austro-prusiana, el norte de Hesse-Kassel se convirtió en parte del Reino de Prusia, incluyendo el área de Gersfeld que previamente había pertenecido a Baviera.
En 1927 la ciudad de Fulda abandonó el distrito para convertirse en su propio distrito de ciudad libre, y en 1932 el resto del distrito rural fue reunido con el distrito de Gersfeld. En 1972 se modificó la composición del distrito resultante cuando los numerosos y pequeños municipios del mismo se reunieron en solo 23 más grandes, y en 1974 la ciudad de Fulda perdió su estatus de distrito de ciudad libre y volvió de nuevo al Landkreis. Por último, en 1975 el distrito de Hünfeld fue añadido al de Fulda.

## Heráldica
El escudo de armas del Distrito de Fulda fue concedido en 1936. Es un escudo partido, que en su lado diestro (el principal del escudo, situado a la izquierda del observador) muestra una cruz de sable (negra) sobre fondo argén (blanco), simbolizando a la Abadía de Fulda como origen histórico del distrito; en el lado siniestro (a la derecha del observador), el león rampante coronado se toma del escudo de armas del príncipe elector de Hesse, con los colores rojo y blanco de la bandera del estado, para simbolizar que el distrito fue parte del Principado Electoral de Hesse-Kassel de 1821 a 1866 y del estado federal de Hesse a partir de 1945.

## Composición del distrito
(Habitantes a 30 de junio de 2005)
| - 1. Fulda, ciudad con estatus de Sonderstatusstädte, con rango inferior al de gran ciudad (größeren Städte) (63.830) - 2. Gersfeld (6.358) - 3. Hünfeld (16.339) - 4. Tann (4.622) | - 1. Bad Salzschlirf (3.180) - 2. Burghaun (6.687) - 3. Dipperz (3.401) - 4. Ebersburg [Capital: Schmalnau] (4.564) - 5. Ehrenberg [Capital: Wüstensachsen] (2.732) - 6. Eichenzell (11.087) - 7. Eiterfeld (7.613) - 8. Flieden (8.775) - 9. Großenlüder (8.709) - 10. Hilders (4.884) - 11. Hofbieber (6.371) - 12. Hosenfeld (4.745) - 13. Kalbach [Capital: Mittelkalbach] (6.442) - 14. Künzell (16.325) - 15. Neuhof (11.327) - 16. Nüsttal [Capital: Hofaschenbach] (2.913) - 17. Petersberg (14.479) - 18. Poppenhausen (2.693) - 19. Rasdorf (1.855) |